# Ryan Flamingo
Ryan Flamingo, né le 31 décembre 2002 à Blaricum aux Pays-Bas, est un footballeur néerlandais qui évolue au poste de défenseur central au PSV Eindhoven.

## Biographie

### En club

#### Formation et passage à Sassuolo en Italie
Né à Blaricum aux Pays-Bas, Ryan Flamingo est formé par l'Almere City. Il rejoint l'Italie et l'US Sassuolo en février 2021 sous la forme d'un prêt jusqu'à la fin de saison, puis le club italien le recrute définitivement à l'été 2021. Intégré à la Primavera lors de ses premiers pas à Sassuolo, Flamingo impressionne lors de sa deuxième saison, en 2021-2022, en étant l'auteur de 14 buts en 32 matchs, faisant de lui l'un des meilleurs buteurs du championnat des moins de 19 ans, alors qu'il évolue au poste de défenseur central.

#### Prêts à Vitesse et au FC Utrecht
Le 17 juillet 2022, Ryan Flamingo rejoint le Vitesse Arnhem sous la forme d'un prêt d'une saison,.
Flamingo joue son premier match en professionnel avec le Vitesse et lors d'une rencontre d'Eredivisie, l'élite du football néerlandais, le 7 août 2022, à l'occasion de la première journée de la saison 2022-2023 face au Feyenoord Rotterdam. Il entre en jeu à la place de Ferro et son équipe s'incline par deux buts à un. Pour son troisième match il est titularisé pour la première fois, le 27 août 2022, contre le RKC Waalwijk en championnat, et à cette occasion il se distingue en marquant également son premier but en professionnel. Les deux équipes se neutralisent toutefois (2-2 score final),.
Le 18 août 2023, Ryan Flamingo est prêté au FC Utrecht pour une saison avec option d'achat.

#### PSV Eindhoven
Le 8 juillet 2024, Ryan Flamingo rejoint le PSV Eindhoven. Il signe un contrat de cinq ans, soit jusqu'en juin 2029 avec le tout récent champion des Pays-Bas. Le 19 février 2025, il marque le but qualificatif pour son équipe en prolongations lors des barrages de la phase à élimination directe de la Ligue des Champions face à la Juventus de Turin.

### En sélection
En mars 2023, Ryan Flamingo est convoqué pour la première fois avec l'équipe des Pays-Bas espoirs.

## Palmarès
PSV Eindhoven
- Championnat des Pays-Bas (1) :
  - Champion : 2025.